# فلات یوکوک
فلات یوکوک به منطقه ای در جنوب غربی سیبری در کوه‌های آلتای روسیه در نزدیکی مرز چین، قزاقستان و مغولستان اشاره دارد. این فلات به عنوان میراث جهانی یونسکو به رسمیت شناخته شده و تحت عنوان کوه طلایی آلتایی به عنوان یک گنج مهم زیست‌محیطی از آن اسم برده می‌شود.
این زیستگاه برای بسیاری از گونه‌ها مانند پلنگ برفی که در خطر انقراض جهانی قرارگرفته اند، حفاظت شده هستند. دیگر جانوران این منطقه عبارتند از: گوسفند کوه ارگالی، عقاب صحرایی و لک‌لک سیاه.
بلندترین قله در فلات، گره کوه توان-بوگدو-اولا (پنج قله مقدس) است که بلندترین کوه آن قله خوتین است که به ارتفاع ۴۳۷۴ متر (۱۴۳۵۰ فوت) از سطح دریا می‌رسد. این دومین قله مرتفع سیبری پس از کوه بلوخا است. مناطق شرقی آلتای-سایان نیز بسیار شبیه به دوران بکر این فلات باستانی در نظر گرفته می‌شود.

## تاریخچه
پازیریک نامی است که دانشمندان امروزی به مردم باستانی که در کوه‌های آلتای در این فلات زندگی می‌کردند، داده‌اند که با برخی از یافته‌های باستان‌شناسی دیدنی از جمله مومیایی‌هایی که در یخ‌های دائمی پیدا شده‌اند، مرتبط هستند.
بسیاری از تپه‌های مقبره‌های باستانی عصر مفرغ در این منطقه یافت شده و با فرهنگ پازیریک که شباهت زیادی به مردم افسانه‌ای سکاها در غرب دارد، مرتبط بوده‌است. اصطلاح کورگان به‌طور کلی برای توصیف چنین دفن‌های چوبی به کار می‌رود. کاوش‌ها در این مکان همچنان به یافته‌های باستان‌شناسی قابل‌توجهی دست یافته‌است. یکی از یافته‌های معروف به نام Ice Maiden که توسط باستان‌شناس روسی ناتالیا پولوسماک کاوش شد،